# Dvorec Frajštajn
Dvorec Frajštajn (druga imena: Freistein, Freyenstein) je renesančni dvorec na robu vasi Sele pri Spodnji Polskavi, na ravnini severovzhodno od Slovenske Bistrice. 

## Zgodovina
Okoli leta 1570 je dvorec po načrtih italijanskega arhitekta na mestu požganega dvorca Rosenberghofa dal zgraditi protestantski plemič Janez Regal (nem.  Johann Regall zu Kranichsfeld und Freinstein) iz Rač. Leta 1635 so ga oplenili in požgali uporni kmeti.

### Nekdanji lastniki
- 1570 - Janez Regal
- 1603 - Jurij Stubenberg
- 1607 - baron Erazem Dietrichstein
- 1670 - samostan dominikank Studenice
- 1782 - državni verski sklad
- 1828 - grof Klemens von Brandis
- 1904 - grof Sigmund Batthyany
- med vojnama - Miroslav Ausch
- po vojni - kmetijski kombinat Ptuj

Dvorec je bil v register nepremične kulturne dediščine vpisan 18. februarja 1998, za nepremični spomenik lokalnega pomena pa potrjen 19. marca 2013.

## Stavbna zasnova in arhitektura
Zaradi izpostavljene lege sredi ravnine, so dvorec v preteklosti obdajala gospodarska poslopja z obzidjem, danes pa utrdbenih sestavin s stolpi, ki jih kaže Vischerjev bakrorez iz leta 1681, ni več.
Dvoinpolnadstropna stavba ima zaradi izven-nivojske kleti poševno zidano pritličje, na podstrešju so majhna okna, pod streho pa konzolni venčni zidec. Na glavni fasadi na severni strani, ki ima kar pet okenskih linij, dominira lepo oblikovan portal, okrašen z rozetami in motivom dragih kamnov. Nad portalom sta v dveh nadstropjih kamniti renesančni trifori in nad njima še podstrešna bifora. Fasade so višinsko deljene s kamnitimi venci, ki potekajo pod okni tako, da vključujejo okenske police. V notranjosti so v vseh etažah v vhodni osi velike veže z banjastimi oboki in grebenastimi sosvodnicami. V njih so prehodi v stranske, prav tako obokane prostore, v vseh etažah, opremljeni z velikimi kamnitimi portali.

## Dvorec danes
Pred kratkim je dvorec, vključno s pripadajočimi gospodarskimi poslopji - pristavo, kupil poslovnež Milan Slavič, samooklicani grof Falski ali graščak M. Maximilian Slavič. Dvorec se sedaj prenavlja, kmalu pa bo tudi odprt za javnost, na ogled bodo različne muzejske zbirke in postavitve.